# Fulianka
Fulianka és un poble i municipi d'Eslovàquia. Es troba a la regió de Prešov, al nord del país. La primera referència escrita de la vila data del 1410.

## Demografia
| Godina             | 1994 | 2004   | 2014   | 2024   |
| ------------------ | ---- | ------ | ------ | ------ |
| Nombre de persones | 358  | 388    | 393    | 417    |
| Diferència         |      | +8,37% | +1,28% | +6,10% |

| Godina             | 2023 | 2024 |
| ------------------ | ---- | ---- |
| Nombre de persones | 417  | 417  |
| Diferència         |      | +0%  |